# Meioneta brusnewi
Meioneta brusnewi là một loài nhện trong họ Linyphiidae.
Loài này thuộc chi Meioneta. Meioneta brusnewi được Wladislaus Kulczynski miêu tả năm 1908.